# Svarttjärnen (Torps socken, Medelpad, 692150-153212)
Svarttjärnen är en sjö i Ånge kommun i Medelpad och ingår i Ljungans huvudavrinningsområde.